# Saint-Germain-de-Modéon
Saint-Germain-de-Modéon is een gemeente in het Franse departement Côte-d'Or (regio Bourgogne-Franche-Comté) en telt 152 inwoners (1999). De plaats maakt deel uit van het arrondissement Montbard.

## Geografie
De oppervlakte van Saint-Germain-de-Modéon bedraagt 15,7 km², de bevolkingsdichtheid is 9,7 inwoners per km².
De onderstaande kaart toont de ligging van Saint-Germain-de-Modéon met de belangrijkste infrastructuur en aangrenzende gemeenten.

## Demografie
Onderstaande figuur toont het verloop van het inwonertal (bron: INSEE-tellingen).